# Dorfkirche Gerthausen

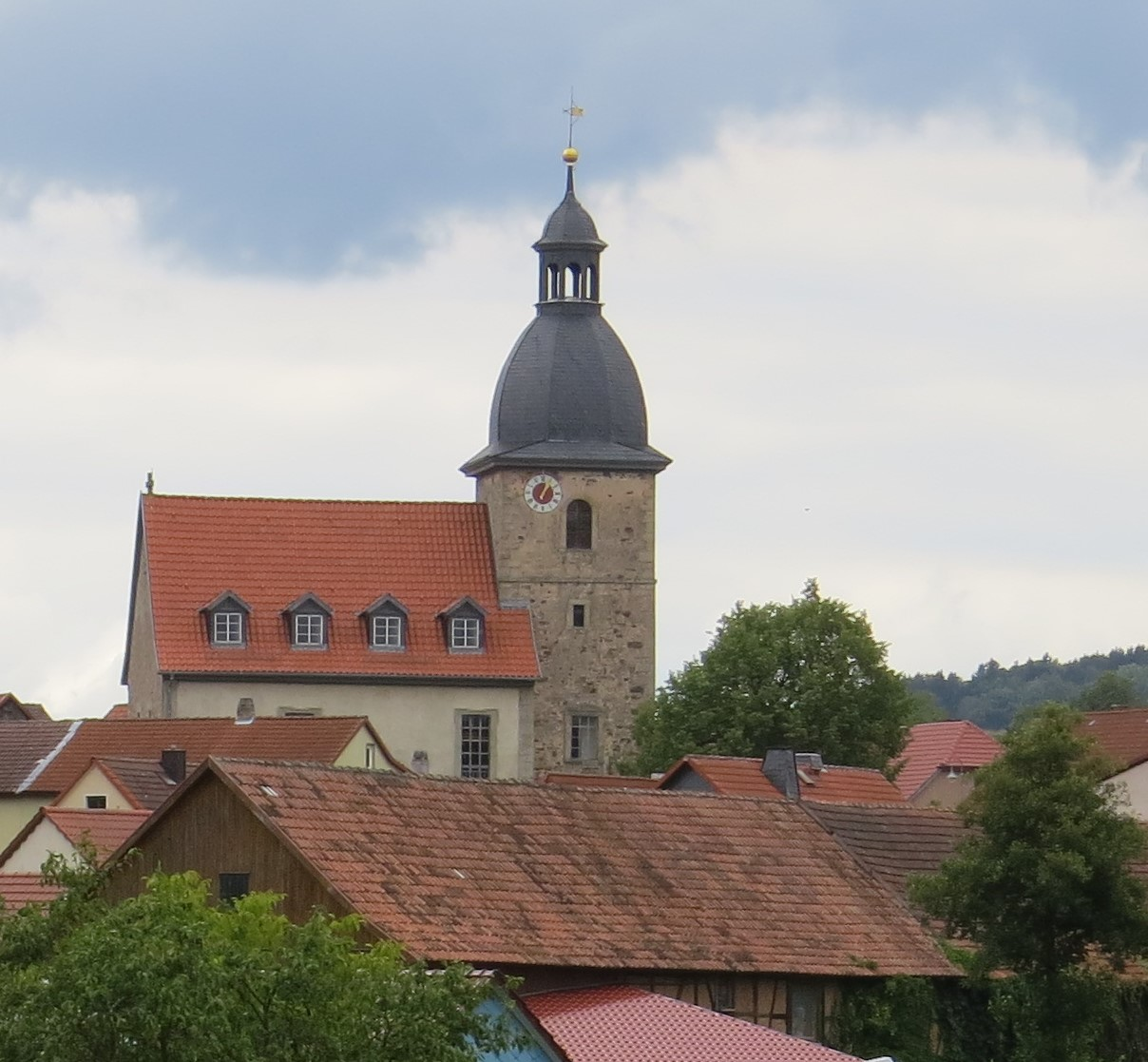
Kirche Gerthausen

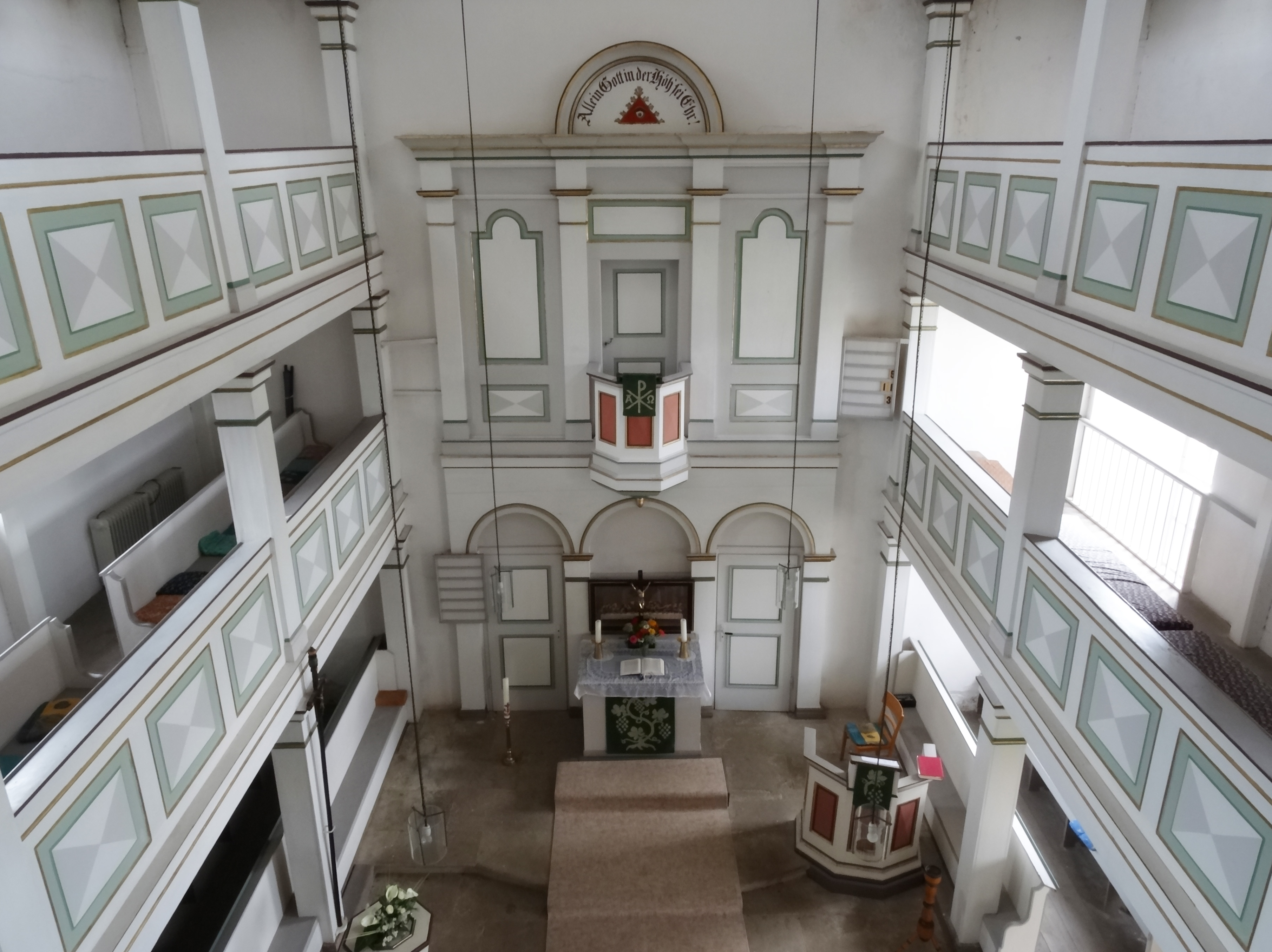
Innenansicht

Die auf einem Hügel gelegene Dorfkirche Gerthausen ist eine evangelische Kirche im Ortsteil Gerthausen der Gemeinde Rhönblick im Landkreis Schmalkalden-Meiningen in Thüringen. Nach einem Brand im Jahre 1844 wurde die Kirche unter der Leitung des sachsen-weimarischen Oberbaudirektors Clemens Wenzeslaus Coudray im klassizistischen Stil wiederaufgebaut. Sie steht als Kulturdenkmal unter Denkmalschutz.

## Geschichte
Die Kirche geht im Kern auf einen mittelalterlichen Vorgängerbau zurück. An der Westseite hat sich ein Teil eines spätgotischen Maßwerkfensters erhalten. In einem verheerenden Dorfbrand im April 1844 ging die Dorfkirche, die Anfang des 18. Jahrhunderts offenbar als Wehrkirche mit Graben errichtet wurde, bis auf die Außenmauern verloren. Auch von der Umfassungsmauer mit Graben gibt es nur noch Reste. Zwei Portale auf der Südseite blieben erhalten. Eines davon trägt die Jahreszahl 1712. Der Wiederaufbau der zerstörten Dorfkirche wurde unter Coudrays Leitung im Frühjahr 1845 vorbereitet. Erhalten werden konnten dabei die Außenmauern des Kirchenschiffs und die unteren Teile des östlichen Chorturms sowie Fenstergewände. Im Jahr 1847 – zwei Jahre nach Coudrays Tod – war die Kirche glattverputzt und geweißt. 1848 wurde die Orgel mit einem neugotischen Gehäuse aufgestellt. Die Kirche besitzt einen zweigeschossigen Kanzelaltar. Zur Beleuchtung des Innenraumes insbesondere des Tonnengewölbes wurden die Dachgauben einbezogen.